# Ткаченко Олександр Миколайович (політик)
Олекса́ндр Микола́йович Ткаче́нко (7 березня 1939, місто Шпола Київської області, тепер Черкаської області — 3 січня 2024, Київ) — український політик та державний діяч, 4-й Голова Верховної Ради України (III скликання) з 7 липня 1998 до 1 лютого 2000 року, член КПУ (з листопада 2001), член Президії ЦК КПУ (з червня 2005), почесний президент Тендерної палати України (з липня 2007). Кандидат у члени ЦК КПУ в 1981—1986 роках та член ЦК КПУ в 1986—1991 роках.

## Життєпис
Здобув освіту у Білоцерківському сільськогосподарському інституті (1963), за спеціальністю — вчений-агроном. Закінчив Вищу партійну школу при ЦК КПУ.
Кандидат економічних наук. Дисертація «Організаційно-економічні фактори ефективності сільськогосподарського виробництва» (у формі наукової доповіді, Київський інститут народного господарства, 1992).
Останні 10 років життя хворів, переніс інсульт, був прикутий до інвалідного візка. Помер 3 січня 2024 року на 85-му році життя. Похований разом із родиною на Байковому кладовищі (ділянка № 49б, 50°25′2.6″ пн. ш. 30°30′4.03″ сх. д. / 50.417389° пн. ш. 30.5011194° сх. д.).

### Родина
- Батько Микола Миколайович (1910—1990);
- мати Єфросинія Панасівна (1914—?);
- дружина Лариса Митрофанівна — економіст;
- дочка Алла.

### Кар'єра
- 1956—1958 роки — слюсар Шполянської машинно-тракторної станції (МТС) Черкаської області.
- 1958—1963 роки — студент Білоцерківський сільськогосподарського інституту Київської області.
- 1963—1964 роки — агроном Таращанської шляхо-експлуатаційної дільниці № 720 Київської області.
- 1964—1966 роки — старший агроном Таращанського районного відділу «Сільгосптехніка».
- 1966—1970 роки — перший секретар Таращанського районного комітету ЛКСМУ Київської області.
- 1970—1973 роки — завідувач організаційного відділу, секретар Таращанського районного комітету КПУ Київської області.
- 1973—1981 роки — перший секретар Таращанського районного комітету КПУ Київської області.
- 1981—1982 роки — інспектор ЦК КПУ.
- 6 липня 1982 — січень 1985 року — голова виконкому Тернопільської обласної ради народних депутатів.
- 2 січня — листопад 1985 року — міністр сільського господарства УРСР.
- 3 грудня 1985 — 20 жовтня 1989 — перший заступник Голови Держагропрому УРСР — Міністр УРСР.
- 20 жовтня 1989 — 30 липня 1990 року — Голова Держагропрому УРСР.
- 18 липня 1990 — квітень 1991 року — перший заступник Голови Ради Міністрів УРСР.
- 21 травня 1991 — лютий 1992 року — Державний міністр з питань аграрної політики та продовольства — Міністр сільського господарства УРСР.
- 1992 рік — президент спільного українсько-німецького підприємства «Земля і люди», Київ.
- грудень 1992—1994 року — президент агропромислової асоціації «Земля і люди».
- з листопада 1993 року — президент коаліції «Аграрії України за реформу».
- травень 1994 — квітень 1998 року — перший заступник Голови Верховної Ради України[5].

Кандидат у Президенти України (1991), підтримувався СПУ, незадовго до виборів зняв свою кандидатуру на користь Леоніда Кравчука. Член КПРС (1967—1991), заступник голови СелПУ (12.1996-2001).
Кандидат у Президенти України (1999; висунутий СелПУ), 27 жовтня 1999 зняв свою кандидатуру на користь Петра Симоненка.
Голова Наглядової ради Тендерної палати України (08.2006-07.2007).

### Парламентська діяльність

Могила Олександра Ткаченка, Байкове кладовище

Депутат Верховної Ради УРСР 11-го скликання, Гусятинський виборчій округ № 515, Тернопільська область.
Народний депутат України 2-го скликання з 04.1994 (2-й тур) до 04.1998, Шполянський виборчий округ № 430, Черкаська область. 1-й тур: з'яв. 86.8 %, за 39.97 %. 2-й тур: з'яв. 78.9 %, за 58.46 %. 3 суперн.
Народний депутат України 3-го скликання 03.1998-04.2002, виборчий округ № 195, Черкаська область. З'яв. 78.0 %, за 31.0 %, 16 суперн. 03.1998 — кандидат в народні депутати України від виборчого блоку СПУ-СелПУ, № 7 в списку. Член фракції СПУ і СелПУ (05.-07.1998); позафракційний (07.1998-02.2001), член фракції КПУ (з 02.2001). Голова ВР України (07.07.1998-21.01.2000).
Протягом 3-х місяців Верховна Рада України 3-го скликання намагалася обрати Голову (пізніше цей процес у парламенті дістане назву «спікеріада») і на 18-те голосування обрала нового Голову ВР — Олександра Ткаченка. Пізніше, позбувшись підтримки більшості депутатів, що голосували за нього, більшість депутатів ініціюють відставку спікера. Але для зміни керівництва парламенту необхідно було зафіксувати кворум — дві третини депутатів, присутніх у залі засідань. Кожного разу, коли поставало питання про спікера, ліві партії не реєструвалися. 21 січня 2000 року на виїзному вечірньому засіданні в Українському домі 239 депутатів одноголосно проголосували за відставку Олександра Ткаченка.
Для розслідування його неоднозначної діяльності на цій посаді було створено тимчасову слідчу комісію парламенту.
Народний депутат України 4-го скликання 04.2002-04.2006 від КПУ, № 8 в списку, член КПУ, член фракції КПУ (з 05.2002), член Комітету з питань фінансів і банківської діяльності (з 06.2002).
Народний депутат України 5-го скликання 04.2006-11.2007 від КПУ, № 9 в списку, член КПУ, член Комітету з питань фінансів і банківської діяльності (з 07.2006), член фракції КПУ (з 04.2006).
Народний депутат України 6-го скликання 11.2007-12.2012 від КПУ, № 8 в списку. Член фракції КПУ (з 11.2007), голова Комітету з питань економічної політики (з 12.2007).

## Нагороди

### СРСР
- Герой Соціалістичної Праці (1992, недійсний)
- Ордени Знак Пошани (1972),
- Трудового Червоного Прапора (1973),
- Леніна (1977),
- Жовтневої революції (1984).

### Україна
- Орден князя Ярослава Мудрого V ст. (6 березня 1999) — за визначні особисті заслуги перед Українською державою в галузі державного будівництва, вагомий внесок у розвиток законодавчої бази України[8]